# Іван Ліщинський

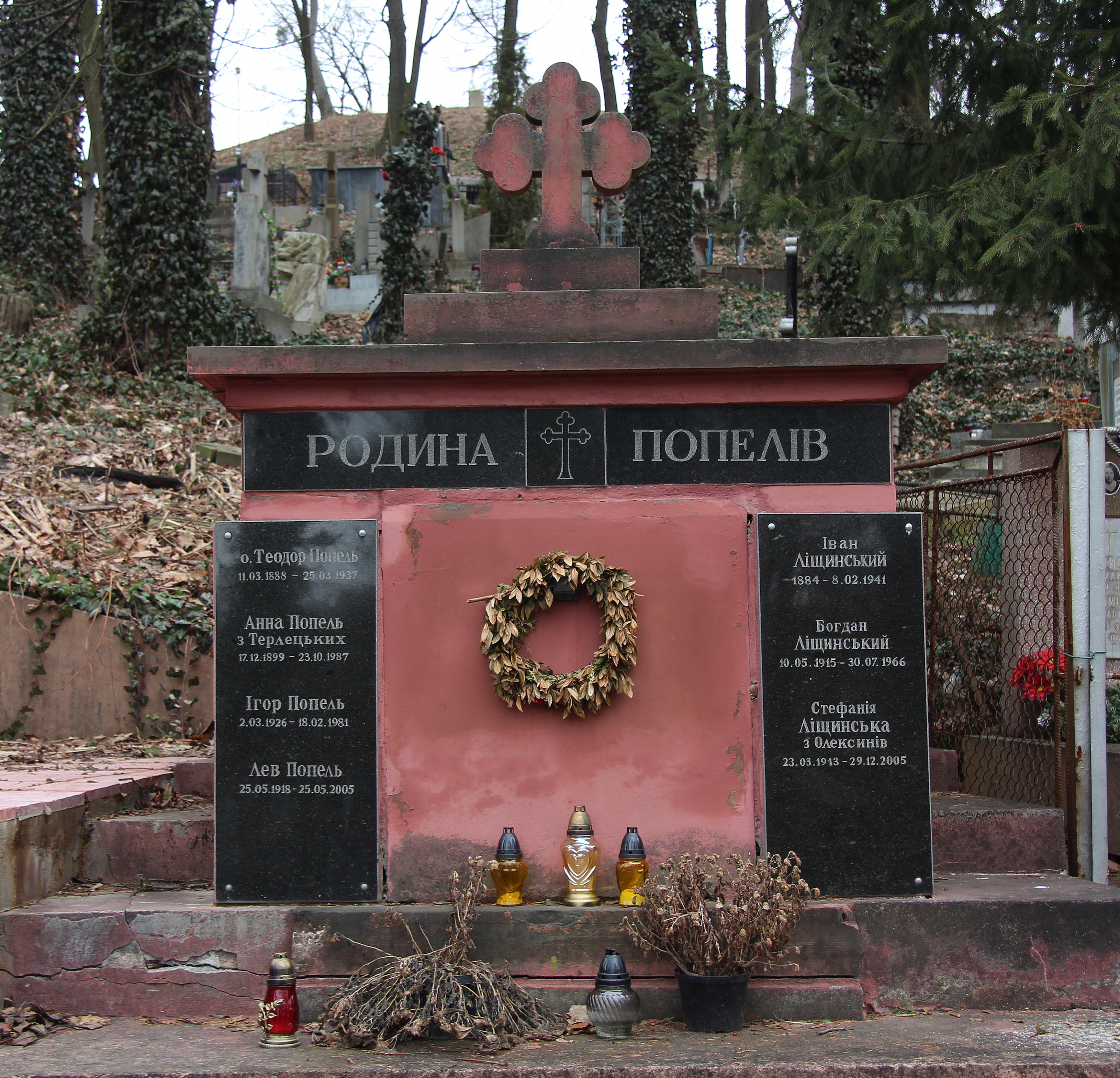

Іван Ліщинський (8 вересня 1883 — 8 лютого 1941) — священник УГКЦ, церковний та громадський діяч кінця ХІХ — початку ХХ століття на Бориславщині.  Чотар УГА. Член УНДО. 

## Життєпис
Народився 1883 року. Висвячений на священника у 1907 році і призначений адміністратором парафії с. Унятичі біля Дрогобича.
У 1910 році став парохом церкви в с. Мразниця (тепер — м. Борислав). Під його керівництвом у 1928—1931 роках будувалася нова кам'яна споруда храму, а стара дерв'яна споруда була передана у 1928 р. греко-католицькій громаді села Кам'янопіль.
Іван Ліщинський доводився швагром визначним діячам української літератури та історії — братам Лепким. Був одружений з їхньою рідною сестрою Ольгою Сильвестрівною Лепкою (народилася 18 серпня 1881 р.). Богдан Лепкий на початку повісті «Мазепа. Не вбивай!» зробив йому спеціальну присвяту: «Дорогому швагрові Іванові Ліщинському в Бориславі».
У 1930—1939 роках, ймовірно, був членом редколегії журналу «Учительське слово». 
Помер у Львові, похований у гробівці родини Попелів на 23 полі Личаківського цвинтаря.